# Justine Ezarik
Justine Ezarik (20 de marzo de 1984), también conocida como iJustine, es una youtuber, actriz y celebridad de Internet estadounidense. Justine ha publicado más de 1.800 vídeos en YouTube que han acumulado más de 366 millones de reproducciones en sus diferentes canales (ijustine, ijustinegaming, ijustinesiphones, ijustinereviews, y otherijustine).
Dejando un lado su popularidad de sus vídeos en Internet también ha salido por televisión en series como Mentes criminales o Law & Order: Special Victims Unit.

## Vida personal
Justine creció en Pensilvania. Sus padres son Michelle y Steve Ezarik. Tiene 2 hermanas llamadas Jenna Ezarik y Breanne Ezarik. En el momento de su graduación de la escuela secundaria, ella residía en el área de Scenery Hill en el Condado de Washington, Pensilvania. Después de graduarse de la escuela secundaria, Justine ganó la beca anual del Capítulo de Washington de la International Association of Administrative Professionals. Actualmente lleva una relación de dos años también con un youtuber, conociendose en una de las presentaciones de Apple en 2016.

## Vida profesional
Justine cuenta con 7,06 millones de seguidores en su canal de la plataforma YouTube, además, tiene más de 1.7 millones de seguidores en su cuenta de Twitter y 1,6 millones de seguidores en la popular plataforma Instagram. Ha aparecido en series como Mentes criminales o Law & Order: Special Victims Unit. Pone voz a Maracuyá en la serie Annoying Orange de Cartoon Network. Una de sus pasiones es Apple, de ahí viene su apodo "iJustine", imitando el formato de los productos iPhone, iPad, iPod y iMac.